# Cove (Arkansas)
Cove – miasto w Stanach Zjednoczonych, w stanie Arkansas, w hrabstwie Polk.